# Уно Валлентін
Уно Валлентін (швед. Uno Wallentin, 15 квітня 1905 — 8 жовтня 1954) — шведський яхтсмен.
Срібний призер Олімпійських Ігор 1936 року в класі Зоряний.